# Broset de Quiçac
Broset de Quiçac (en francès Brouzet-lès-Quissac) és un municipi francès situat al departament del Gard i a la regió d'Occitània.